# Telefon (film)
A Telefon 1977-es amerikai kémfilm, a főszerepben Charles Bronson, Donald Pleasence és Lee Remick. Rendezője az akciófilmjeiről ismert Don Siegel. A film Walter Wager 1975-ös regényén alapul, aminek alapmotívuma mások elméjének befolyásolása.

## Cselekménye
Moszkvában politikai tisztogatás kezdődik a KGB felső vezetésében, a régi, sztálinista vezetők különféle „balesetek” áldozatává válnak két héten belül, ami a CIA-nak is feltűnik. Az egyik szovjet tiszt, Nyikolaj Dalcsimszkij (Donald Pleasence) elmenekül, mielőtt el tudnák fogni.
A Szovjetunió a hidegháború alatt számos „alvó ügynököt” telepített az Egyesült Államok területére. Ezek az ügynökök maguk sem tudják, hogy ők szovjet ügynökök, teljesen beépültek az amerikai társadalomba, azonban arra vannak kondicionálva, hogy egy vers elhangzása után öngyilkos akciót hajtsanak végre, előre elhelyezett robbanószerekkel, általában katonai célpontok ellen. Dalcsimszkij rendelkezik az ügynökök adatait tartalmazó notesszel, amiben cirill betűkkel mindkét név, telefonszám és lakhely megtalálható, így feltehetően ő aktiválja őket.
A történet idején számos ilyen öngyilkos akció történik, ezért Moszkvában beavatják az ügy részleteibe Grigorij Borcov őrnagyot (Charles Bronson), hogy állítsa meg az ügynököket aktivizáló Nyikolaj Dalcsimszkijt, ellenkező esetben, ha a merényletek folytatódnak, akár atomháború is kirobbanhat a két nagyhatalom között. Az ügynökök létéről ugyanis nem merik tájékoztatni az orosz elnököt (még kevésbé az amerikait), mert a politikai enyhülés időszakában a két nagyhatalom között az ügynökök léte indokolatlan és elfogadhatatlan, így megvalósítóik valószínűleg szintén „eltűnnének”. Borcov őrnagyot kiváló memóriája miatt választották a feladatra, az ügynökök adatait tartalmazó notesz ugyanis olyan értékes, hogy nem viheti magával, teljes tartalmát meg kell tanulnia. Borcovot egyetlen beépített ügynök segíti, fedőneve Barbara (Lee Remick).
A CIA kémelhárítási osztálya értetlenül áll a látszólag összefüggéstelen robbantási merényletek előtt, amelyeket addig normális életet élő civilek követnek el, mivel több esetben a katonai célpont jelentősége évek óta megszűnt.
Borcov eleinte nem avatja be Barbarát a részletekbe, később azonban a nő jó ötletet ad számára arra, hogy mi lehet az összefüggés a robbantások között: a helyszínek kezdőbetűit összeolvasva Dalcsimszkij nevének eleje adódik ki (angol átírással: Dalchimsky).
Ezt felhasználva Borcov le tudja szűkíteni a lehetséges következő helyszíneket, illetve ügynököket két főre. Az egyiket Dalcsimszkij már aktivizálta, mire odaérnek, azonban Borcov utoléri a föld alatti garázsban és lelövi. Ezután Dalcsimszkij autóval indul a következő, texasi helyszínre, Borcovnak azonban sikerül repülőgépet bérelnie, ezzel Dalcsimszkij előtt érnek a helyszínre. Itt az ügynök éppen horgászni van, azonban nemsokára visszatér a feleségével közösen vezetett vendéglőbe. Borcov beszédbe elegyedik vele, miközben a halat pucolja, elmondja neki az aktiváló verssort, és mielőtt az ügynök elindulhatna a kocsijával, megfojtja egy szalaggal. Dalcsimszkij ekkor ér a helyszínre, és a sötétben szintén elmondja az aktiváló verssort, azonban amikor meglátja, hogy valószínűleg nem az alvó ügynök van ott, hanem egy öltönyös úriember (Borcov), akkor visszamenekül a vendéglőbe, és a következő ügynököt próbálja hívni telefonon. Ekkor Barbara Borcov jóváhagyásával felborítja a helyiségben lévő csörgőkígyó terráriumát, a hüllő kiszabadul és riadalmat kelt. A helyiségben tartózkodó két rendőr lőni kezdi a kígyót. A zűrzavart és a zajt kihasználva Borcov megfojtja Dalcsimszkijt, ezután gyorsan távoznak a helyszínről.
A történetben van néhány csavar. Barbara utasítást kapott a KGB tábornokától, hogy Borcovot ölje meg, miután az végzett Dalcsimszkijjal. Ugyanakkor Barbara a CIA-s feletteseinek többször is jelentés ad telefonon a dolgok alakulásáról. Ők szintén Borcov megölésére adnak utasítást. Úgy tűnik azonban, hogy Barbara nem akarja megölni Borcovot, mert elejétől fogva megkedvelte (a rövid repülőúton azt is megtudja tőle, hogy nincs felesége a Szovjetunióban).
Egy felüljárón lévő telefonfülkéből Barbara felhívja CIA-s főnökét és megzsarolja az orosz ügynökök aktiválásával, és elmondja neki, hogy a KGB-nek is hasonló értelmű üzenetet küldött (az ügynökök adatainak nyilvánosságra hozatalát). Ezután Borcovval közös megegyezéssel egy motel felé veszik az irányt.

## Szereplők
| Szerep                                       | Színész           | Magyar hangja (1. szinkron, 1992) | Magyar hangja (2. szinkron) |
| -------------------------------------------- | ----------------- | --------------------------------- | --------------------------- |
| Grigori Borzov őrnagy                        | Charles Bronson   | Bakota Árpád                      | Vass Gábor                  |
| Barbara                                      | Lee Remick        | Majzik Edit                       | Csere Ágnes                 |
| Nyikolaj Dalcsimszkij (KGB)                  | Donald Pleasence  | N/A                               | Verebély Iván               |
| Dorothy Putterman, a CIA „agytrösztje”       | Tyne Daly         | N/A                               | Papp Ági                    |
| Malcsenko ezredes (KGB)                      | Alan Badel        | N/A                               | Kárpáti Tibor               |
| Sztrelszkij tábornok (KGB)                   | Patrick Magee     | N/A                               | Dobránszky Zoltán           |
| Marie Wills, háziasszony (alvó ügynök)       | Sheree North      | N/A                               | N/A                         |
| Harley Sandburg                              | Frank Marth       | N/A                               | Uri István                  |
| Emma Stark                                   | Helen Page Camp   | N/A                               | Bessenyei Emma              |
| Carl Hassler, helikopterpilóta (alvó ügynök) | Ed Bakey          | N/A                               | Halmágyi Sándor             |
| Harry Bascom, autószerelő (alvó ügynök)      | John Mitchum      | N/A                               | Kardos Gábor                |
| William Enders                               | Hank Brandt       | N/A                               | Bácskai János               |
| Dalcsimszkij anyja                           | Ansa Ikonen       | N/A                               | N/A                         |
| Ápolónő                                      | Carmen Zapata     | N/A                               | N/A                         |
| Mrs Maloney                                  | Kathleen O’Malley | N/A                               | N/A                         |

## Forgatási helyszínek
A filmbéli texasi Houston épületei valójában Great Fallsban vannak (Montana állam), ahol a film nagy részét forgatták. A felrobbant épület jelenetét egy tervezett robbantás során vették fel, a helyszín a régi Paris Gibson Junior High School volt Great Fallsban.
A houstoni jeleneteket egy hollywoodi stúdió külső díszletei között vették fel. A houstoni Hyatt Regency belső helyszíne valójában az Embarcadero Center volt Kaliforniában (ezt a helyszínt használták a Pokoli torony című film forgatása során is).
A film egyes részeit Finnországban forgatták, ezeken feltűnik cameoszerepben több finn filmszereplő, köztük a finn mozi egyik legismertebb alakja, Ansa Ikonen színésznő is.

## Fordítás
- Ez a szócikk részben vagy egészben  a   Telefon című angol Wikipédia-szócikk fordításán alapul.  Az eredeti cikk szerkesztőit annak laptörténete sorolja fel. Ez a jelzés csupán a megfogalmazás eredetét és a szerzői jogokat jelzi, nem szolgál a cikkben szereplő információk forrásmegjelöléseként.